# 竹内愛一郎
 竹内 愛一郎  （たけうち あいいちろう、1964年12月29日 - ）は、日本の実業家。青森放送取締役。

## 略歴
- 1987年4月 青森放送入社[1][2]
- 2010年4月 八戸支社十和田支局長[1][2]
- 2017年4月 八戸支社長[1][2]
- 2020年4月 営業局長[1][2][3]
- 2020年6月 取締役[1][2][4]
- 2021年3月 取締役営業局長[1][2]
- 2023年4月 取締役[1][2]

## 同期入社
- 小出綾子
- 漆畑道代